# C16H24O
化学式C16H24O（摩尔质量：232.35g/mol）可能指：
- 苯癸酮，CAS号：6048-82-4
- 对辛基苯乙酮，CAS号：10541-56-7
- (-)-8-苯基薄荷醇，CAS号：65253-04-5

|  | 这个同类索引页列出了具有相同分子式的化学物（即同分異構體）条目。 除非您是有意链接至本页，否则应将相应条目的内部链接指向正确的条目。 |